# Peucedanum multivittatum
Peucedanum multivittatum är en flockblommig växtart som beskrevs av Georg Cufodontis. Peucedanum multivittatum ingår i släktet siljor, och familjen flockblommiga växter. Inga underarter finns listade i Catalogue of Life.

## Bildgalleri

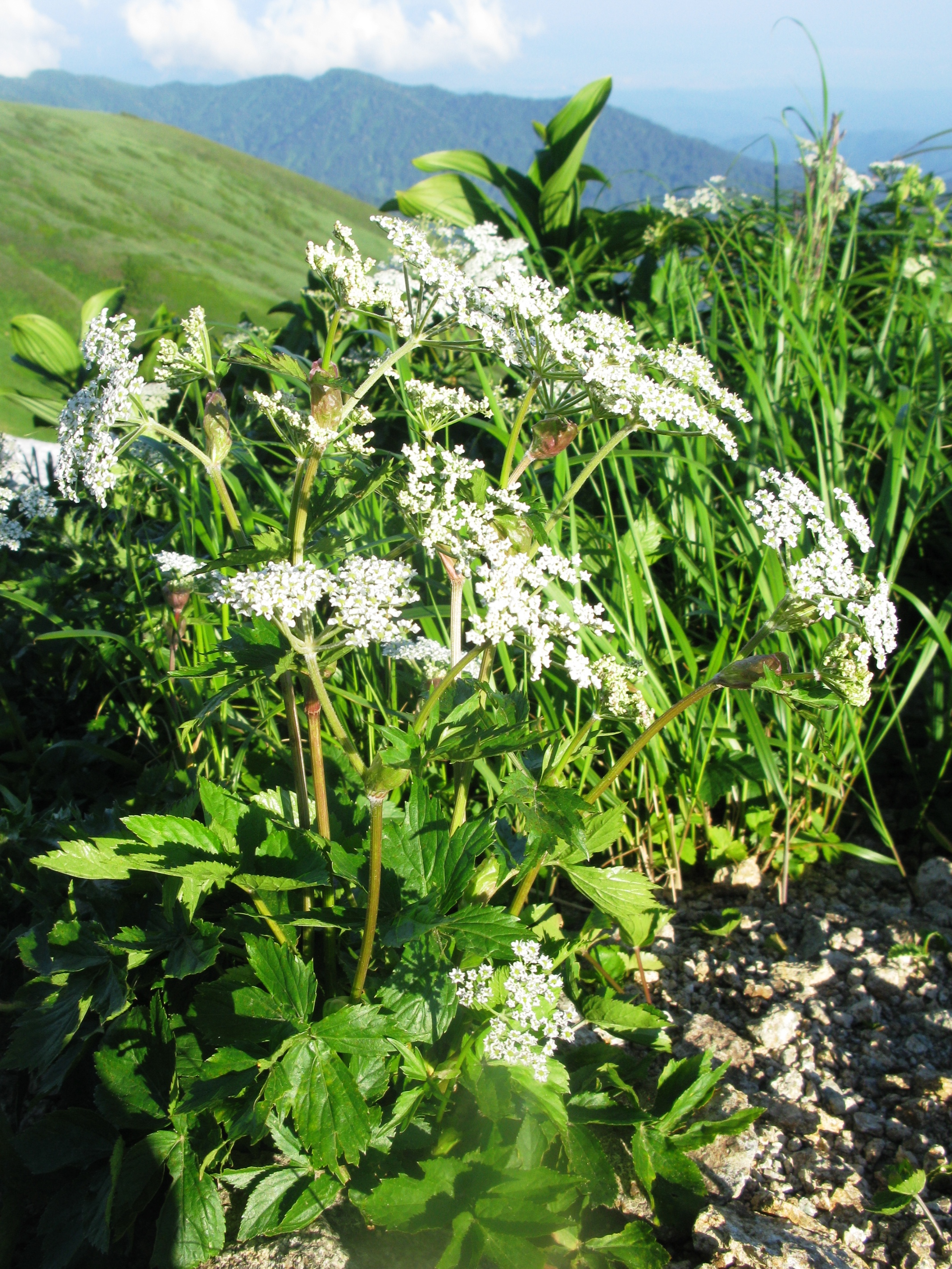
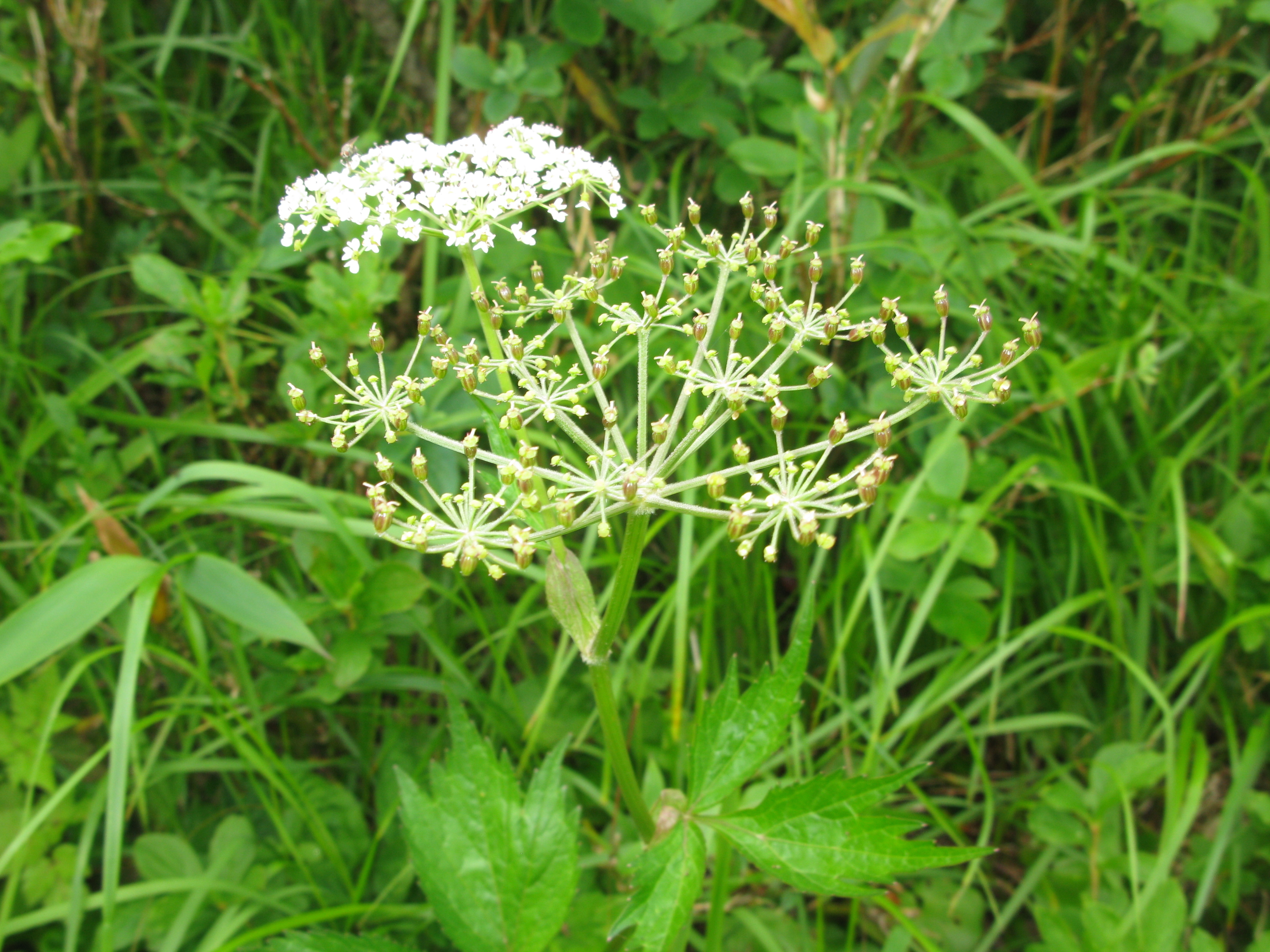
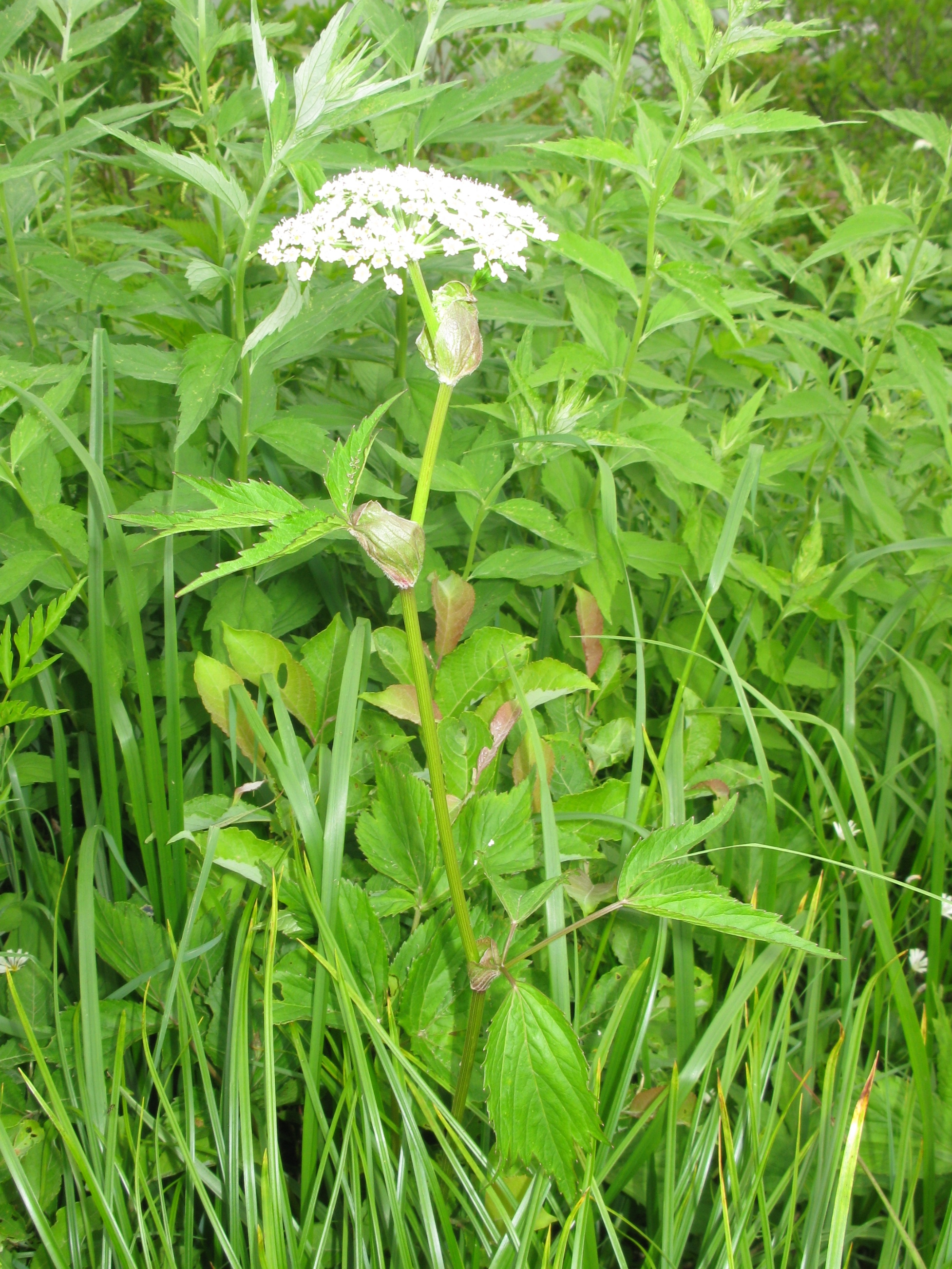
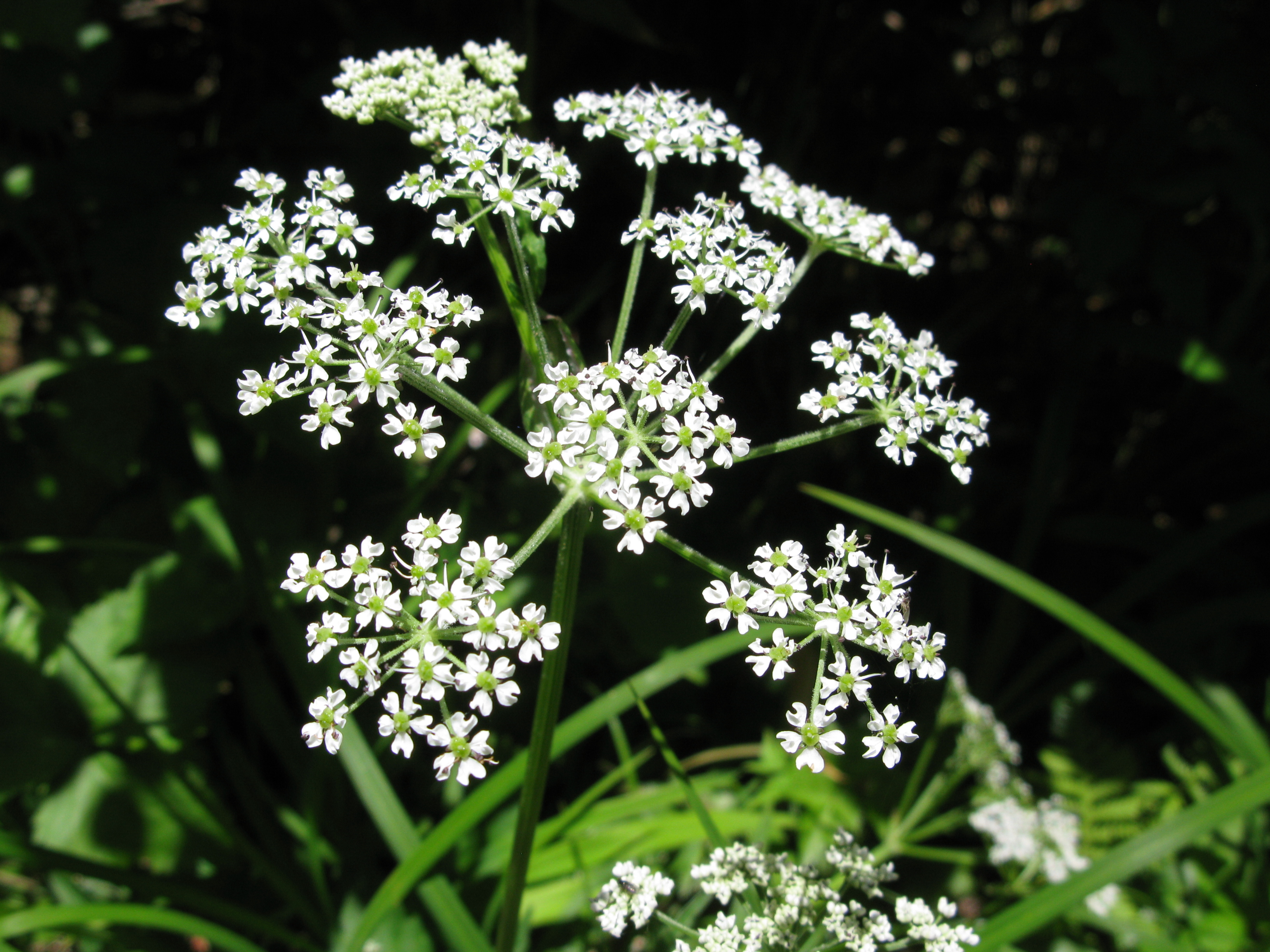
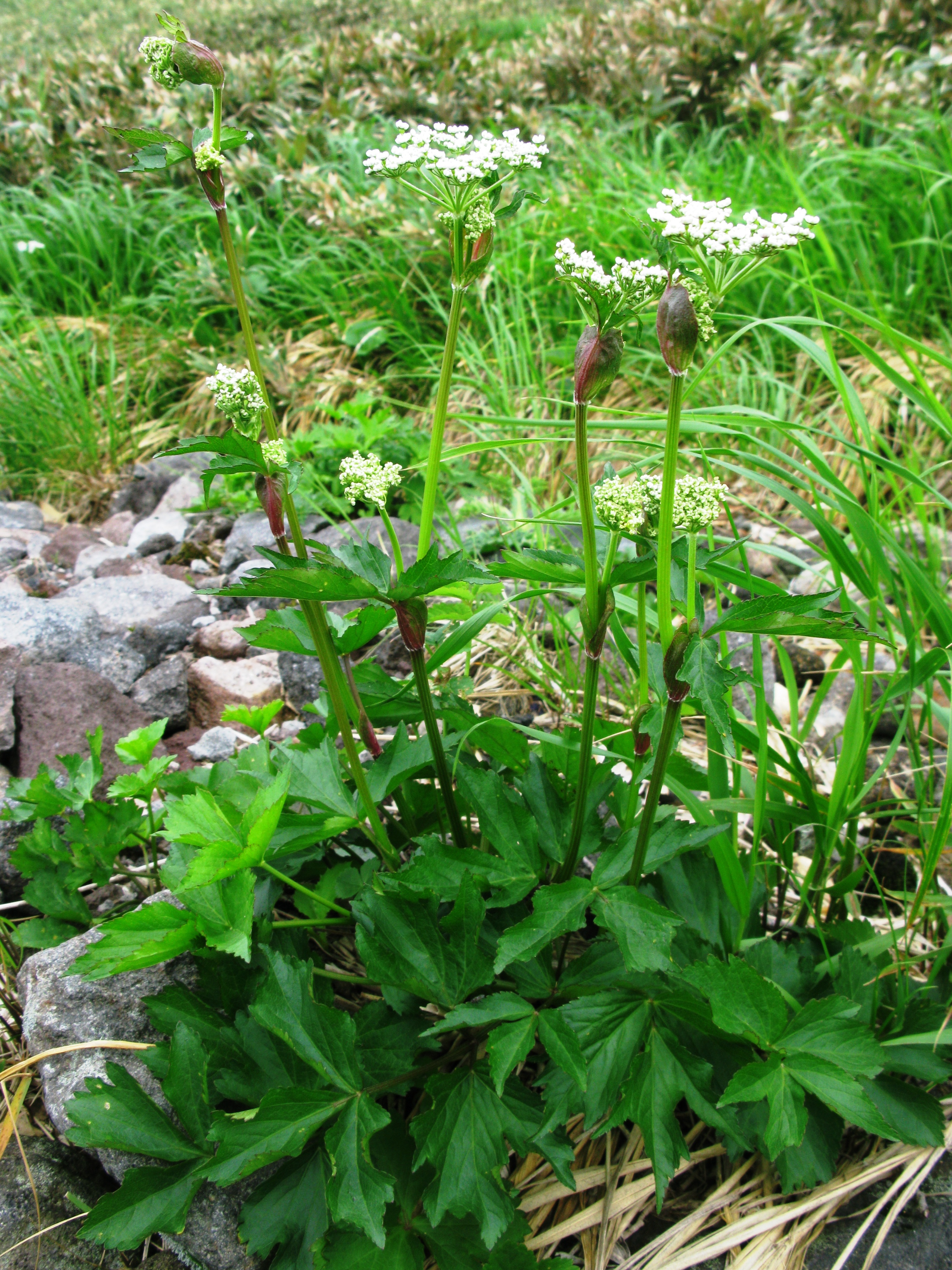
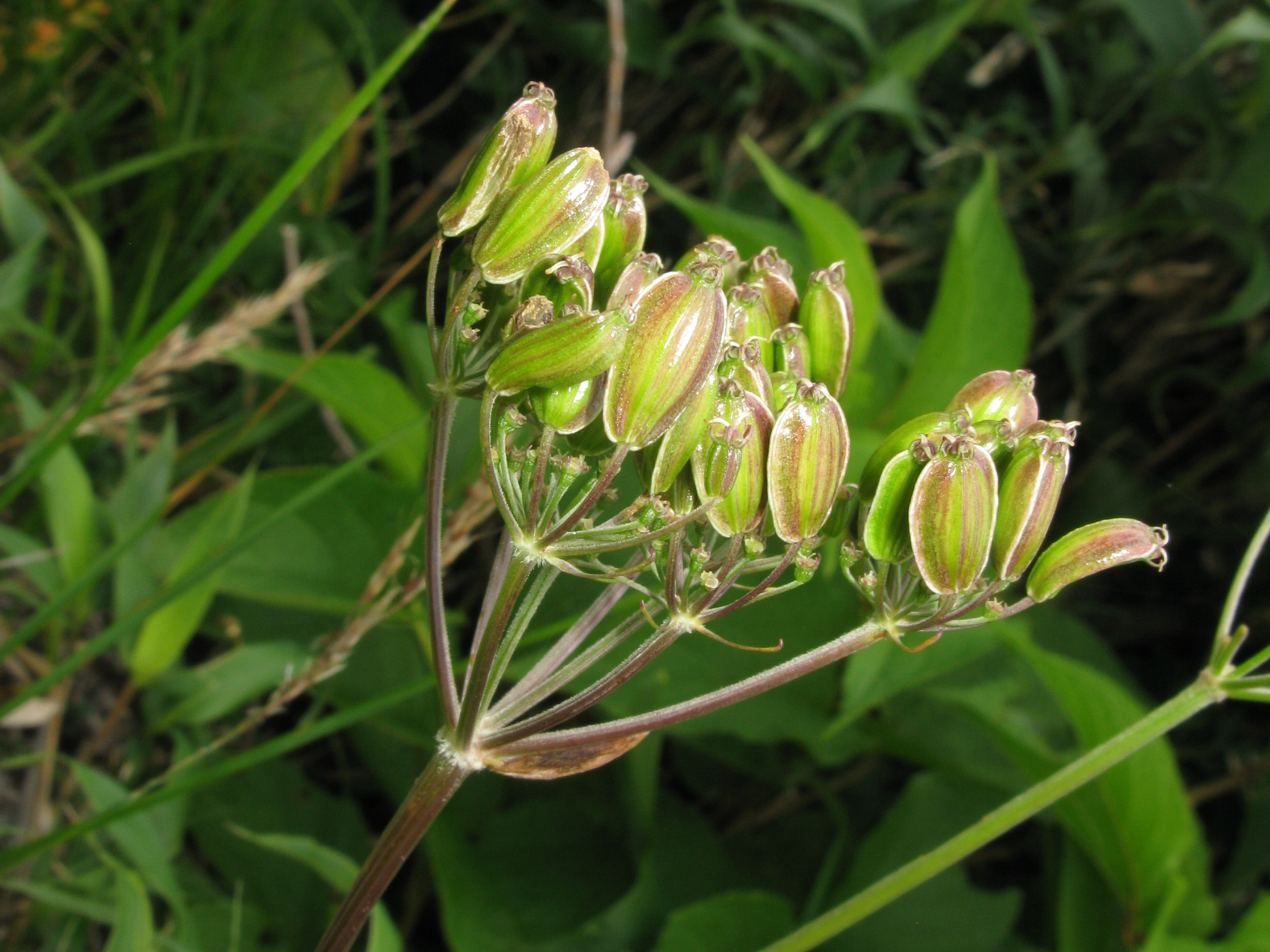